# Іщук Володимир Олександрович
Володимир Олександрович Іщук  (нар. 25 лютого 1950) — начальник Військ зв'язку Збройних сил України (1997—2001), пізніше у різні роки очолював Концерн РРТ, Заслужений працівник сфери послуг України.

## Життєпис
Народився 25 січня 1950 року у м.Вінниця. У 1967 році з медаллю закінчив Вінницьку середню школу № 4 та вступив до Харківського вищого командно-інженерного училища, де в 1972 р., здобув освіту зі спеціальності «Системи авторизованого управління і зв'язок»
У 1982 р. закінчив Військову академію зв'язку (місто Ленінград).
З 1972 р. проходив службу на інженерних і командних посадах у різних округах: Забайкальському, Середньоазіатському, Туркестаннському, та Закавказькому. Службу в радянській армії закінчив на посаді начальника військ зв'язку загальновійськової армії.
У 1992 р. повернувся на батьківщину, був на посадах головного інженера Військ зв'язку, начальником штабу — першим заступником начальника Військ зв'язку Збройних сил України.
У 1997 р. призначений начальником зв'язку Збройних сил України — заступником начальника Генерального штабу ЗСУ.
В серпні 1998 року отримав чергове військове звання «генерал-майор».
У 2001 році звільнився з лав Збройних сил України.
У 2002—2007 роках очолюва Концерн Радіомовлення, радіозв'язку та телебачення.
Протягом 2007—2009 років — генеральний директор ВАТ «Гідромеханізація».
В 2009 р. повернувся до Концерну РРТ, де до 2010 р. був виконуючим обов'язків гендиректора.
Упродовж 2010—2014 був радником гендиректора державного центру радіочастот.
У 2014 р. Володимир Іщук знову запрошений до Концерну РРТ на посаду першого заступника генерального директора. З 2015 р. — гендиректор концерну.
З листопада 2016 року на пенсії.